# Mazurki (Chopin)

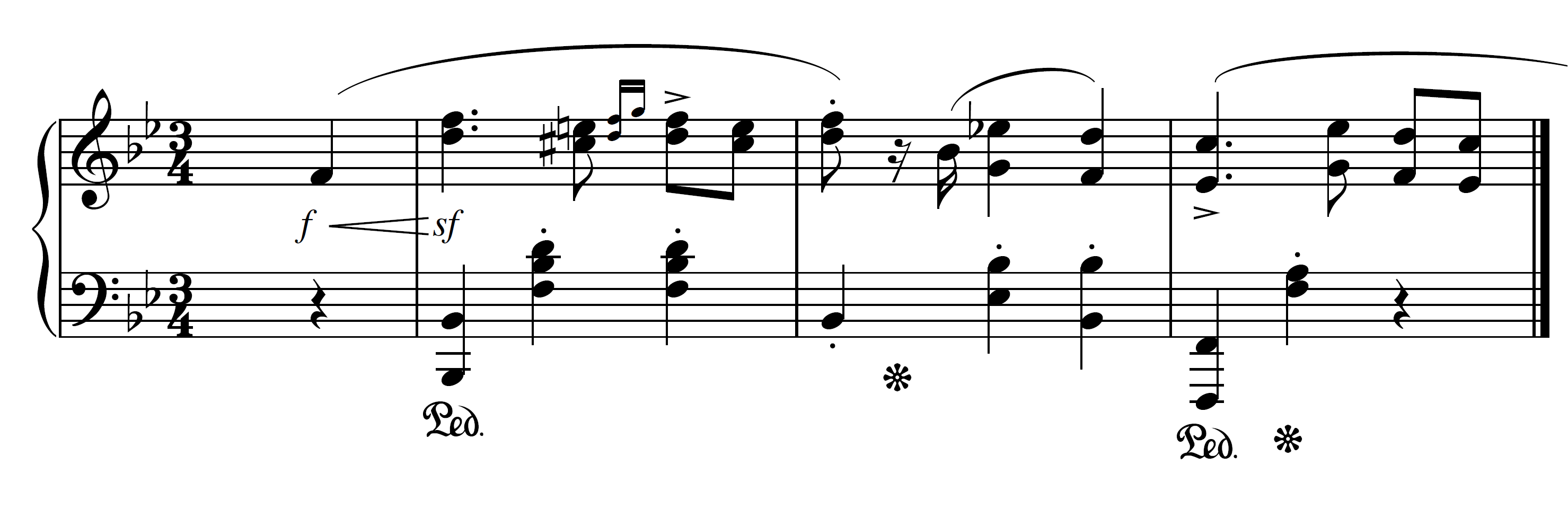
4 takty Mazurka Chopina Opus 17 No 1 (klucz wiolinowy i basowy)

Fryderyk Chopin napisał przeszło 58 mazurków w latach 1825–1849.
Wydano 58 mazurków: 45 za życia Chopina (z czego 41 numerowanych) a 13 mazurków wydano pośmiertnie (8 ma numerację z dopiskiem op.posth.). Istnieje jeszcze 11 innych rękopisów mazurków, które przechowywane są w zbiorach prywatnych.
Mazurki Chopina, zawierające w swym charakterze mocne akcenty polskie stanowiły inspirację dla innych kompozytorów europejskich rozwijających pierwiastki narodowe w muzyce. Kompozytor oparł się w swych mazurkach na słyszanych w okresie pobytu w Polsce trójmiarowych tańcach ludowych, takich jak mazur, kujawiak i oberek. Stanowiły one osnowę dla bardzo nowoczesnego i wirtuozowskiego przetworzenia w brzmienie, które jest rozpoznawalne do dzisiaj przez większość melomanów na całym świecie.
Cechami wyróżniającymi mazurki jest częste stosowanie burdonów (zaczerpnięte z muzyki ludowej), bogata chromatyka, modalizmy, interwały zwiększone, zmiany tempa i zmiany tonacji wewnątrz utworu. Często znaleźć można fioritury melodyczne mocno zabarwione chromatyką, które znamionują styl brillant.